# Alscheid
Alscheid (lb. Alschent) – wieś (Uertschaft) w północnym Luksemburgu, w kantonie Wiltz, w gminie Kiischpelt. Do 3 października 2015 miejscowość leżała w dystrykcie Diekirch, a do 31 grudnia 2005 należała do gminy Kautenbach. Liczy 87 mieszkańców (31 grudnia 2022). 